# 俄罗斯德意志人
俄罗斯德意志人（德語：Russlanddeutsche）是指出生在俄罗斯或苏联境内的德意志人或其后代。苏联解体后，很多俄罗斯德意志人移民德国。德国法律规定，来自世界其他国家和地区的德意志族人都能以“晚期移民”（Spätaussiedler/ late emigrants）身份取得德国公民地位，这对俄罗斯德意志人是一大利好。